# The Heag (West Burrafirth)
The Heag ist eine kleine Insel, die im Westen der, zu Schottland zählenden Shetlands liegt.

## Geographie
The Heag ist eine kleine, felsige Insel, die vor der nördlichen Küste der Halbinsel Walls liegt. Dort liegt sie im Südwesten der deutlich größeren Insel West Burrafirth und etwa einen Kilometer nördlich des Eingangs zum West Burra Firth. An dessen Ende befindet sich die Ortschaft West Burrafirth. Etwa drei Kilometer im Nordosten liegt eine Insel mit dem gleichen Namen.

## Historisches
Im Rahmen der historischen Gliederung Schottlands in Civil Parishes zählt The Heag zu Sandsting.